# 马赫环形山

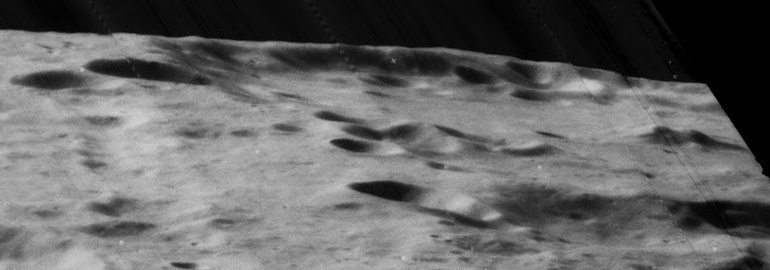
月球轨道器5号拍摄的马赫环形山南部高斜视图，面朝西。

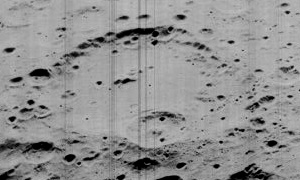
月球轨道器5号拍摄的马赫环形山斜视图

马赫环形山(Mach)是月球背面北半球一座古老的大撞击坑，约形成于前酒海纪代，其名称取自奥地利物理学家、实验物理学家和哲学家恩斯特·马赫(1838年–1916年)，1970年被国际天文联合会正式批准接受。

## 描述
马赫环形山位于狄利克雷-杰克逊盆地的东北，西侧毗邻米特拉环形山；东面旁近凯库勒环形山，而哈维环形山则横跨它的东北边缘；东南偏南是阿提密夫环形山、西南坐落着亨涅伊环形山。马赫环形山的中心月面坐标为18°08′N 149°14′W / 18.13°N 149.24°W，直径175公里，深度3公里。
马赫环形山外观呈多边形状，因存续时间长而损毁极重。外侧壁受撞击而变缓，环周围密布着大小不一的撞击坑，坑壁平均高出周边地珙1850米。坑内地表较周边地形平坦，散布有众多的小陨坑，尤其是位于西北部的一座特别突出，沿西侧壁和西北侧壁上也重叠着数座陨石坑；坑底中心偏西南处坐落着一列中央山脊，其矿物成分主要为钙长石(A)。

## 卫星陨石坑
按惯例，最靠近马赫环形山的卫星坑在月图上以字母标注在该坑中心点的旁边。

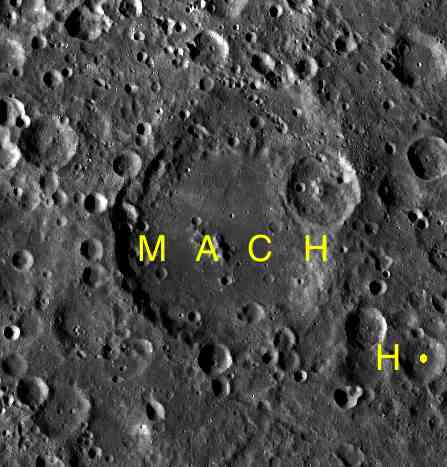
月球勘测轨道器拍摄

| 马赫 | 纬度    | 经度     | 直径    |
| ---- | ------- | -------- | ------- |
| H    | 14.9° N | 144.1° W | 40 公里 |